# Nekrolog 1968
Nekrolog
◄◄
| ◄
| 1964
| 1965
| 1966
| 1967
| 1968 | 1969 | 1970 | 1971 | 1972 | ► | ►►
1. Quartal |
2. Quartal |
3. Quartal |
4. Quartal 
Weitere Ereignisse | Allgemeiner Nekrolog 1968
Die Beschreibung der verstorbenen Person sollte so kurz wie möglich gehalten sein und nur deren signifikante Tätigkeit(en) enthalten.
Neue Namen ggf. auch unter dem Geburts- und Sterbedatum, also etwa unter 1. Januar und im Geburts- und Sterbejahr (2024) eintragen (nur bei entsprechender großer Wichtigkeit). Für Beispiele siehe die schon vorhandenen Artikel.
Außerdem über die fünf zuletzt Verstorbenen, zu denen es einen ausreichend guten Artikel für eine Präsentation auf der Hauptseite gibt, nach der todesbedingten Überarbeitung der Artikel ggf. auch unter Wikipedia Diskussion:Hauptseite informieren und sie am besten auch in den anderen Wikipedia-Sprachversionen eintragen. Tipp: Regelmäßig bei news.google.de nach „ist tot“, „gestorben“ oder „verstorben“ suchen.
Wenn eine Person gestorben ist, gibt es viele Seiten zu dieser Person in der Wikipedia, die davon auch betroffen sind und entsprechend aktualisiert werden müssen. Beispiele: Namenübersichtsseite, Geburtsjahr, Geburtsort-Seiten und viele mehr.
Wie finde ich die betroffenen Seiten?
Im Suchfeld auf der linken Seite gibt man den Suchbegriff so ein: „Vorname Nachname“. Dann klickt man auf Volltext und alle Seiten mit entsprechendem Suchtext werden aufgerufen. Hier sieht man dann schnell, wo auch das Todesjahr Sinn macht oder sogar ein Teil des Artikels angepasst werden muss. Auch hilft das „Werkzeug“ auf der linken Seite sehr gut, um solche Seiten aufzufinden: „Links auf diese Seite“. Somit ist die Wikipedia wieder aktuell in allen Bereichen! Hinweis: bei Eintragung der Kategorie „Gestorben JAHR“ wird der Missbrauchsfilter 49 ausgelöst, was jedoch nicht schlimm ist. Siehe: Spezial:Missbrauchsfilter/49
Dies ist eine Liste von im Jahr 1968 verstorbenen bekannten Persönlichkeiten. Die Einträge erfolgen innerhalb der einzelnen Daten alphabetisch sortiert. Tiere sind im Nekrolog für Tiere zu finden.
Die Liste ist nach Quartalen aufgeteilt:
- Nekrolog 1. Quartal 1968: Januar, Februar und März
- Nekrolog 2. Quartal 1968: April, Mai und Juni
- Nekrolog 3. Quartal 1968: Juli, August und September
- Nekrolog 4. Quartal 1968: Oktober, November und Dezember

## Datum unbekannt
| Rafael Alberto Arrieta               | argentinischer Pädagoge, Schriftsteller und Übersetzer                                                 |  |
| Juan Enrique Avila                   | salvadorianischer Schriftsteller                                                                       |  |
| Marjorie Barrett                     | englische Badmintonspielerin                                                                           |  |
| Walter Bauer                         | deutscher Chemiker                                                                                     |  |
| Emil Berté                           | österreichischer Komponist                                                                             |  |
| Otto Betz                            | deutscher Kommunalpolitiker                                                                            |  |
| Adelchi Bianchi                      | italienischer Kameramann und Filmregisseur                                                             |  |
| Paul Hugo Biederich                  | deutscher Jurist, Polizeibeamter und politischer Aktivist                                              |  |
| Jack Bland                           | US-amerikanischer Jazz-Bandleader und Banjospieler                                                     |  |
| William Thornton Blue                | US-amerikanischer Jazzmusiker                                                                          |  |
| Josef Böckenhoff                     | deutscher Diplomlandwirt in Westfalen                                                                  |  |
| José Bordas Valdez                   | Präsident der Dominikanischen Republik                                                                 |  |
| Richard Brodersen                    | deutscher Architekt                                                                                    |  |
| Bumble Bee Slim                      | US-amerikanischer Blues-Musiker                                                                        |  |
| Hille Butter                         | niederländisches Malermodell                                                                           |  |
| Alberto María Candioti               | argentinischer Schriftsteller und Diplomat                                                             |  |
| Martí Casadevall i Mombardó          | katalanischer Maler, Bildhauer und Skulpteur                                                           |  |
| Daniel Castellanos                   | uruguayischer Politiker und Diplomat                                                                   |  |
| Alberto Cento                        | italienischer Romanist und Französist                                                                  |  |
| Pierre Albert Charpentier            | französischer Diplomat                                                                                 |  |
| Marguerite Debrie                    | französische Pianistin und Komponistin                                                                 |  |
| Gustav Deharde                       | deutscher Theaterregisseur und Theaterintendant                                                        |  |
| Victor Constantin Delaigue           | französischer Bildhauer                                                                                |  |
| Eldo di Lazzaro                      | italienischer Sänger und Komponist von Unterhaltungsmusik und Filmmusik                                |  |
| Habib Edib                           | türkischer Journalist und Zeitungsgründer                                                              |  |
| Georg Eismann                        | deutscher Musikwissenschaftler                                                                         |  |
| Out el-Kouloub                       | ägyptische Schriftstellerin                                                                            |  |
| Basil February                       | südafrikanischer Freiheitskämpfer                                                                      |  |
| João de Barros Ferreira da Fonseca   | portugiesischer Diplomat                                                                               |  |
| Karl Feuerer                         | deutscher Kommunist, Widerstandskämpfer gegen das NS-Regime und KZ-Häftling                            |  |
| Hermann Flebbe                       | deutscher Historiker und Gymnasiallehrer                                                               |  |
| Hayno Focken                         | deutscher Metallbildner und Silberschmied                                                              |  |
| Manuel Gallinato                     | chilenischer Maler                                                                                     |  |
| George Goetz                         | jüdischer Prediger und Journalist                                                                      |  |
| Erich Grönke                         | deutscher Funktionshäftling im KZ Auschwitz                                                            |  |
| Albert Friedrich Gygax               | Schweizer Chemigraph                                                                                   |  |
| Henry Noel Marryat Hardy             | britischer Marineoffizier, buddhistischer Ordensmann                                                   |  |
| Henry Albert Harris                  | britischer Anatom                                                                                      |  |
| Rudolf Heimsoeth                     | deutscher Unternehmer                                                                                  |  |
| Hans Herrmann                        | Schweizer Skilangläufer                                                                                |  |
| Erwin Hürlimann                      | Schweizer Manager                                                                                      |  |
| Armand Kayser                        | luxemburgischer Verwaltungsjurist                                                                      |  |
| Wanda Krahelska-Filipowicz           | polnische PPS-Aktivistin, Mitbegründerin von Żegota                                                    |  |
| Franz Josef Krings                   | deutscher Architekt                                                                                    |  |
| Carl Küthmann                        | deutscher Ägyptologe und Museumsdirektor                                                               |  |
| Diógenes Lara                        | bolivianischer Fußballspieler und -trainer                                                             |  |
| Emil Lange                           | deutscher Architekt                                                                                    |  |
| Anton Michailowitsch Lawinski        | russischer Architekt, Bildhauer und Grafiker                                                           |  |
| Hans Lechner                         | deutscher Bürgermeister                                                                                |  |
| Edwin Lehnert                        | deutsch-schwedischer Tierarzt und Bakteriologe                                                         |  |
| Albert Leister                       | deutscher Politiker (NSDAP), MdR                                                                       |  |
| Joseph Lewis                         | US-amerikanischer Freidenker                                                                           |  |
| Jakob Löw                            | österreichisch-israelischer Bildhauer                                                                  |  |
| Manolis Mantakas                     | griechischer Politiker                                                                                 |  |
| Matsubara Kiyomatsu                  | japanischer Meeresbiologe, Ichthyologe und Herpetologe                                                 |  |
| Leo McConville                       | US-amerikanischer Jazzmusiker                                                                          |  |
| Alfred Messenger                     | britischer Turner                                                                                      |  |
| Werner Miethe                        | deutscher Bahnradsportler                                                                              |  |
| Leopold von Mildenstein              | deutscher Offizier, SS-Offizier mit Sympathien für den Zionismus                                       |  |
| Muhammad ibn Ibrahim Al asch-Schaich | saudi-arabischer Hochschullehrer                                                                       |  |
| Hans Müller                          | deutscher Ingenieur                                                                                    |  |
| Heio Müller                          | deutscher Rundfunkregisseur und Autor                                                                  |  |
| Walter Murton                        | britischer Architekt, Innenausstatter und Filmarchitekt                                                |  |
| Paul Ohler                           | deutscher Kriminalbeamter                                                                              |  |
| José María Ortiz Tirado              | mexikanischer Botschafter                                                                              |  |
| Li Osborne                           | deutsche Fotografin                                                                                    |  |
| Eberhard von Otterstedt              | deutscher Landschaftsmaler, Porträtist, Zeichner und Kinderbuchillustrator                             |  |
| Manuel Pagès i Mercader              | katalanischer Politiker                                                                                |  |
| Guido Parisch                        | italienischer Filmregisseur, Drehbuchautor und Schauspieler                                            |  |
| Pavlos Pavlidis                      | griechischer Sportschütze, Olympiateilnehmer                                                           |  |
| Dimitris Pikionis                    | griechischer Architekt                                                                                 |  |
| Erich Pohl                           | deutscher Fotograf                                                                                     |  |
| Annegret Riffel                      | deutsche Schauspielerin, Synchron- und Hörspielsprecherin                                              |  |
| Karl Rittel                          | deutscher Kommunalpolitiker (CDU)                                                                      |  |
| Paul Ritter                          | deutscher Autor                                                                                        |  |
| Willi Rixen                          | deutscher Maler, Zeichner, Autor und Grafiker                                                          |  |
| Rudolf Rohrer                        | deutscher Architekt                                                                                    |  |
| Nikolaj Rosing                       | grönländischer Kaufmann und Landesrat                                                                  |  |
| Paulo de Melo Sampaio                | portugiesischer Architekt                                                                              |  |
| Hanns Sander                         | deutscher Regierungsbaumeister, Kommunalpolitiker (NSDAP), Oberbürgermeister von Dessau                |  |
| Friedrich-Carl Sarre                 | deutscher Jurist und Rechtsanwalt                                                                      |  |
| Richard Schikat                      | deutscher Ringer                                                                                       |  |
| Pierre Schildknecht                  | russischstämmiger Filmarchitekt                                                                        |  |
| Marc Sesselmann                      | deutscher Politiker (NSDAP)                                                                            |  |
| Sherab Gyatsho                       | Mönch und Gelehrter der Gelug-Tradition des tibetischen Buddhismus und tibetischer Politiker und Autor |  |
| Sami Solh                            | Politiker des Großlibanon                                                                              |  |
| Pjotr Wassiljewitsch Solotuchin      | sowjetischer Offizier und Mitarbeiter der SMAD                                                         |  |
| Lejb Strongin                        | sowjetischer Publizist und Verleger; Leiter des Verlages Der Emes                                      |  |
| György Szebeny                       | ungarischer Ruderer                                                                                    |  |
| Can Themba                           | südafrikanischer Schriftsteller                                                                        |  |
| Ioannis Theofilakis                  | griechischer Sportschütze                                                                              |  |
| Carlo Toniatti                       | italienischer Ruderer                                                                                  |  |
| Achille Tribouillet                  | französischer Wasserballspieler                                                                        |  |
| Felix Trojan                         | österreichischer Phonetiker                                                                            |  |
| Edwin Turner                         | US-amerikanischer Leichtathlet                                                                         |  |
| Heinz Underberg                      | bayerischer Volkssänger                                                                                |  |
| Jorge Luis Valderrama                | bolivianischer Fußballspieler                                                                          |  |
| Ruggero Vasari                       | italienischer Lyriker und Dramaturg des zweiten Futurismus                                             |  |
| Torsten Vinell                       | schwedischer Diplomat                                                                                  |  |
| František Wende                      | tschechoslowakischer Skispringer und Nordischer Kombinierer                                            |  |
| Hermann Wiggers                      | deutscher Fußballspieler                                                                               |  |
| Solms Wilhelm Wittig                 | deutscher Bauingenieur und Professor an der TH Dresden                                                 |  |
| Clifford Witting                     | englischer Schriftsteller                                                                              |  |
| Salifu Yakubu                        | ghanaischer Diplomat und Politiker                                                                     |  |